# Första engelska inbördeskriget
Första engelska inbördeskriget (1642–1646) var det första av tre krig som kallas engelska inbördeskriget som avser den rad av väpnade konflikter och politiska intriger som ägde rum mellan parlamentariker och rojalister från 1642 fram till 1652 och som även inkluderade det andra engelska inbördeskriget (1648–1649) och det tredje engelska inbördeskriget (1649-1651).